# Xenismacris filicornis
Xenismacris filicornis är en insektsart som först beskrevs av Marius Descamps och Christiane Amédégnato 1972.  Xenismacris filicornis ingår i släktet Xenismacris och familjen gräshoppor. Inga underarter finns listade i Catalogue of Life.